# Amatori Rugby Milan
Ne doit pas être confondu avec Rugby Milano.
Dernière mise à jour : 15 juin 2012.
L'Amatori Rugby Milano était un club italien de rugby à XV basée à Milan. Disparu en 2011, c'était le plus vieux et le plus titré des clubs transalpins.

## Historique

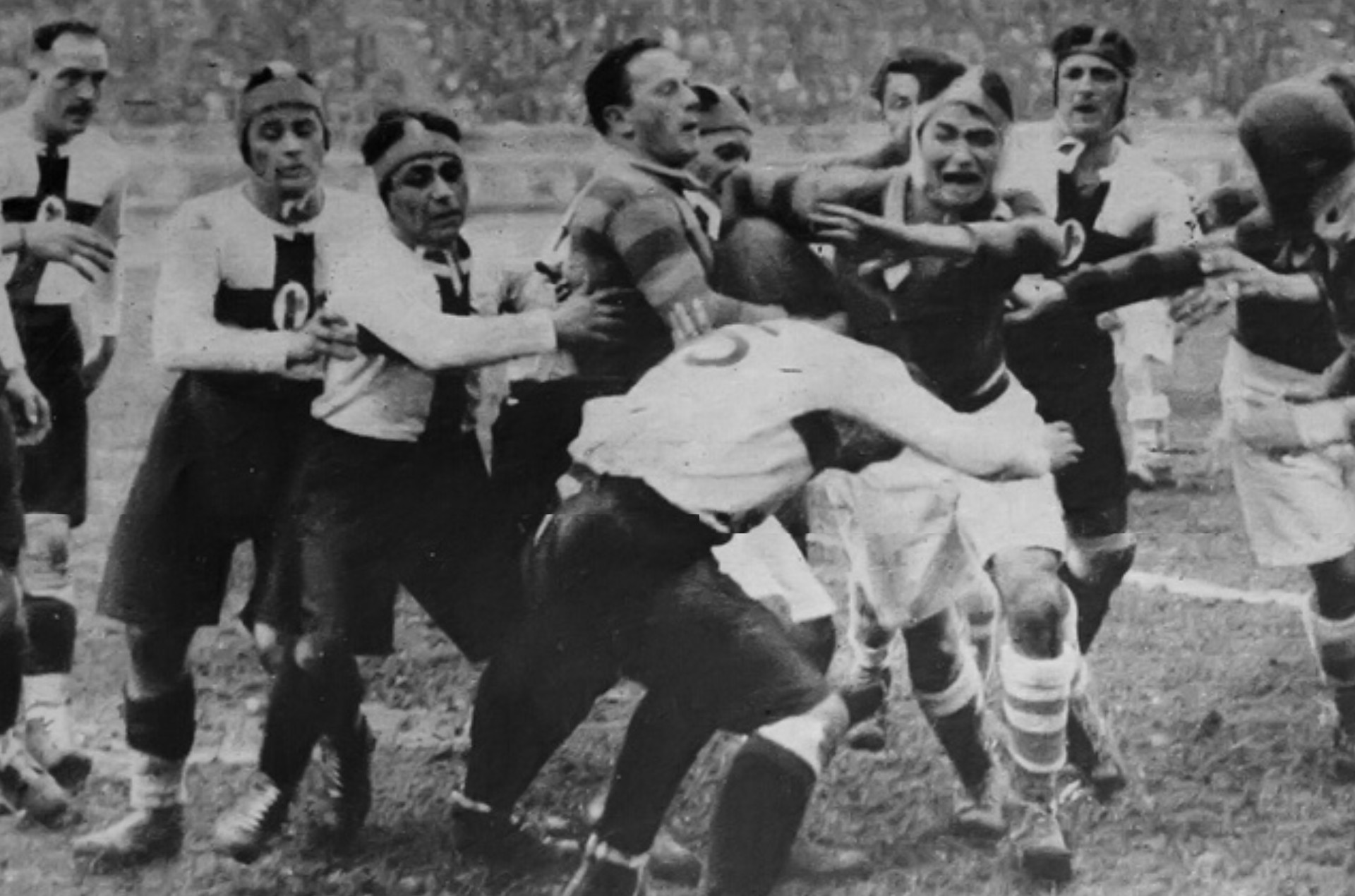
Match entre l'Ambrosiana Rugby et le Paris UC en 1928.

L'Amatori Milano a été fondé en 1927 sous le nom d'Ambrosiana Milano, section de l'Ambrosiana Football Club, qui est aujourd'hui connu sous le nom de FC Internazionale Milano
Le club gagna le premier titre de champion d'Italie de 1929. L'Amatori Milano a dominé le rugby italien durant les années 1930, gagnant le titre en 1930, 1931, 1932, 1933 et 1934.
Il gagne le championnat à nouveau en 1936, sous l'impulsion de son entraîneur français, Julien Saby, puis en 1938 et 1939. Il remporte au total huit titres de champion d'Italie, durant les années 1930. Les années 1940 seront aussi pour l'équipe une période importante en termes de victoires. L'Amatori remporte le titre pour la dernière fois en 1946 et ne le gagne plus pendant 45 ans.
Le club revient au haut niveau dans les années 1990 et remporte à nouveau le titre en 1991, 1993, 1995 et 1996, et gagne même la Coupe d'Italie pour la première fois dans l'histoire du club en 1995. 
Au début des années 2000, l'Amatori évolue en Serie C, mais remonte rapidement en Serie B.
Après plusieurs saisons difficiles, le club disparaît en octobre 2011.

## Palmarès
- Championnat d'Italie:
  - Champion : 1929, 1930, 1931, 1932, 1933, 1934, 1936, 1938, 1939, 1940, 1941, 1942, 1943, 1946, 1991, 1993, 1995, 1996
- Coupe d'Italie:
  - Vainqueur : 1995

## Entraîneurs
- 1995-1996 :  Jean Trillo

## Joueurs emblématiques
- Luigi Bricchi
- Brian Ashton (1978-1980)
- Marco Bollesan (1979-1981)
- Franco Properzi-Curti (1984-1998)
- Massimo Cuttitta (1988-1997)
- Marcello Cuttitta (1988-1997)
- David Campese (1988-1993)
- Giambattista Croci (1989-1998)
- Massimo Bonomi (1990-1998)
- Diego Domínguez (1990-1997)
- Massimo Giovanelli (1991-1997)
- Fabio Gómez (1992-1998)
- Tim Gavin (1992-1995)
- Paolo Vaccari (1993-1995)
- Carlo Orlandi (1995-1998)
- Germán Llanes (1995-1997)
- Alessandro Stoica (1996-1997)
- Orazio Arancio (1996-1997)
- Giampiero de Carli (1997-1998)
- George Biagi (2005-2008)
- Denis Dallan (2009-2010)